# Antidesma vogelianum
Antidesma vogelianum är en emblikaväxtart som beskrevs av Johannes Müller Argoviensis. Antidesma vogelianum ingår i släktet Antidesma och familjen emblikaväxter. Inga underarter finns listade i Catalogue of Life.